# Xylolocha linearis
Xylolocha linearis är en fjärilsart som beskrevs av W. Warren 1897. Xylolocha linearis ingår i släktet Xylolocha och familjen mätare. Inga underarter finns listade i Catalogue of Life.